# Петерс, Каролина
Каролина Петерс, полное имя — Каролина Тереза Аксиния Петерс (нем. Caroline Therese Aksinia Peters; род. 7 сентября 1971, Майнц) — немецкая актриса, участница ансамбля венского Бургтеатра, киноактриса, снимающаяся также в телесериалах. Как театральная и киноактриса неоднократно получала различные призы и награды. Дважды была признана актрисой года — в 2016 году за роль в пьесе Генрика Ибсена, а в 2018 году по опросам ежемесячного журнала «Театр сегодня» (нем. Theater heute). 

## Биография
Отец Каролины Уве Хенрик Петерс — психиатр и невролог, с 1969 года профессор Майнцского университета — был также директором психиатрической больницы при Кёльнском университете. На Рождество он привозил своих детей из Майнца в клинику, когда в палатах оставались только самые тяжёлые больные. Для пациентов было приятно, что главный врач посетил их лично со своими детьми. Каролина, однако, запомнила это как кошмар и уже в то время поняла, что никогда не сможет работать в больнице, хотя по отцовской линии с XVII века профессия врачей, фармацевтов и других медицинских работников была традиционной. Об отце, как об учёном, Каролина рассказывает с восхищением, отмечая своё внешнее сходство с ним до карикатурности (нем. bis hin zum Karikaturhaften).
Мать Каролины Йоханна Петерс (нем. Johanne Peters) — литературовед, славист и германист, автор книг о творчестве Александра Блока, прививала детям стойкую любовь к чтению и уделяла серьёзное внимание их творческому развитию. Каролина вспоминает, что, когда родители привели её на привезённую из Москвы постановку «Трёхгрошовой оперы», она понимала содержание, не зная русского языка, потому что дома они по ролям разыгрывали эту пьесу Бертольта Брехта. В семейную хронику вошли сказанные девочкой в 4 или 5 лет слова, что ей никогда не нужно будет учиться.
После переезда в восьмилетнем возрасте из Майнца в Кёльн Каролина сначала завершила школьное образование, а затем училась в Высшей школе музыки земли Саар (нем. Hochschule für Musik Saar) в Саарбрюккене, где в 1994 году появилась на сцене театра (нем. Alte Feuerwache Saarbrücken) в пьесе «Спасённый» английского драматурга Эдварда Бонда.

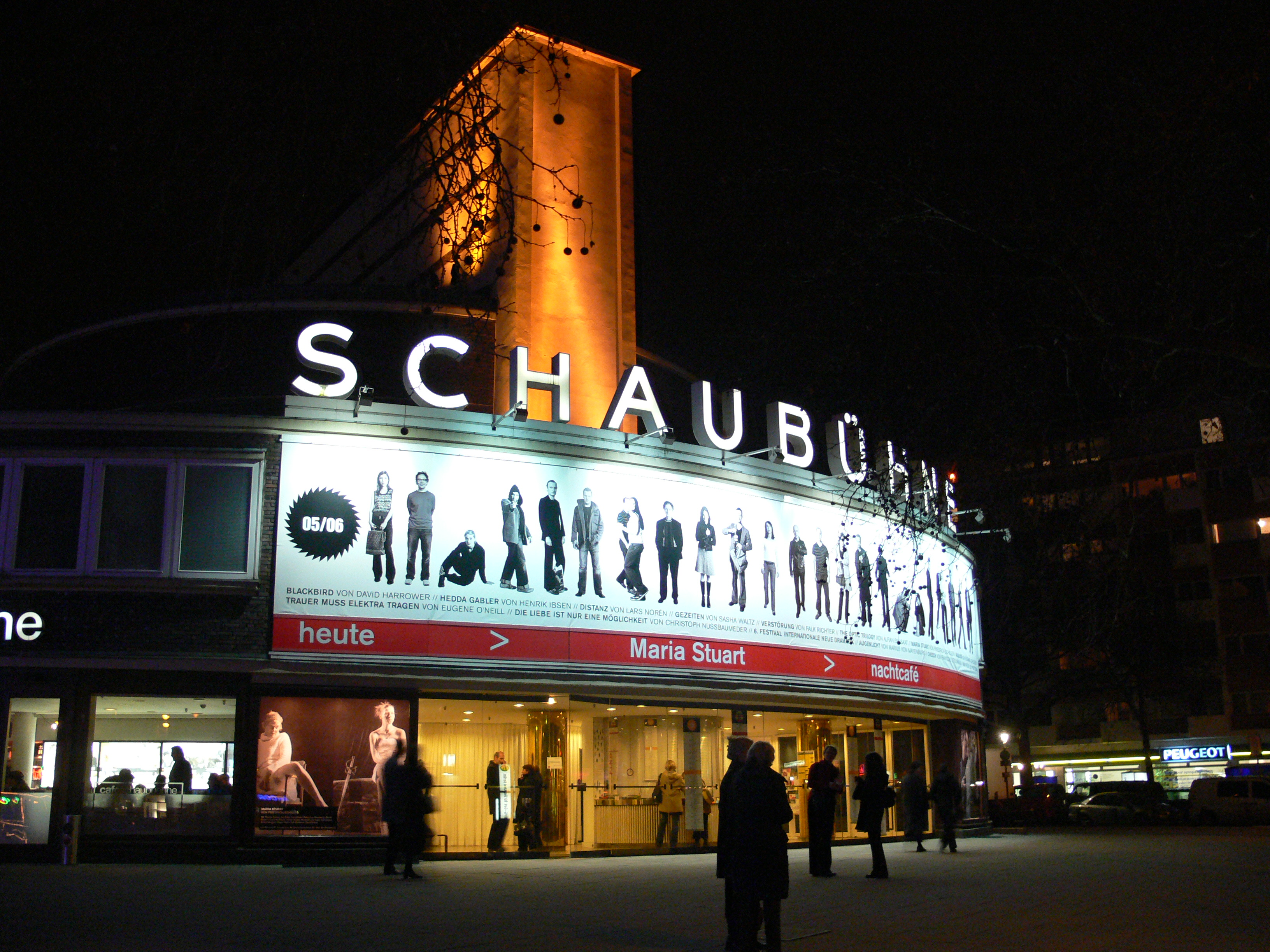
Театр «Schaubühne» в центре Берлина на Курфюрстендамме

Первый ангажемент Петерс получила в 1995 году от берлинского театра на Курфюрстендамме (нем. Schaubühne am Lehniner Platz), где сыграла роль Норы — дочери главной героини в пьесе ирландского драматурга Джона Миллингтона Синга «Всадники к морю» (нем. Reiter zum Meer). С 1999 года последовала игра в ведущих театрах Берлина, Гамбурга, Цюриха, Вены, Кёльна, Дюссельдорфа, Франкфурта.

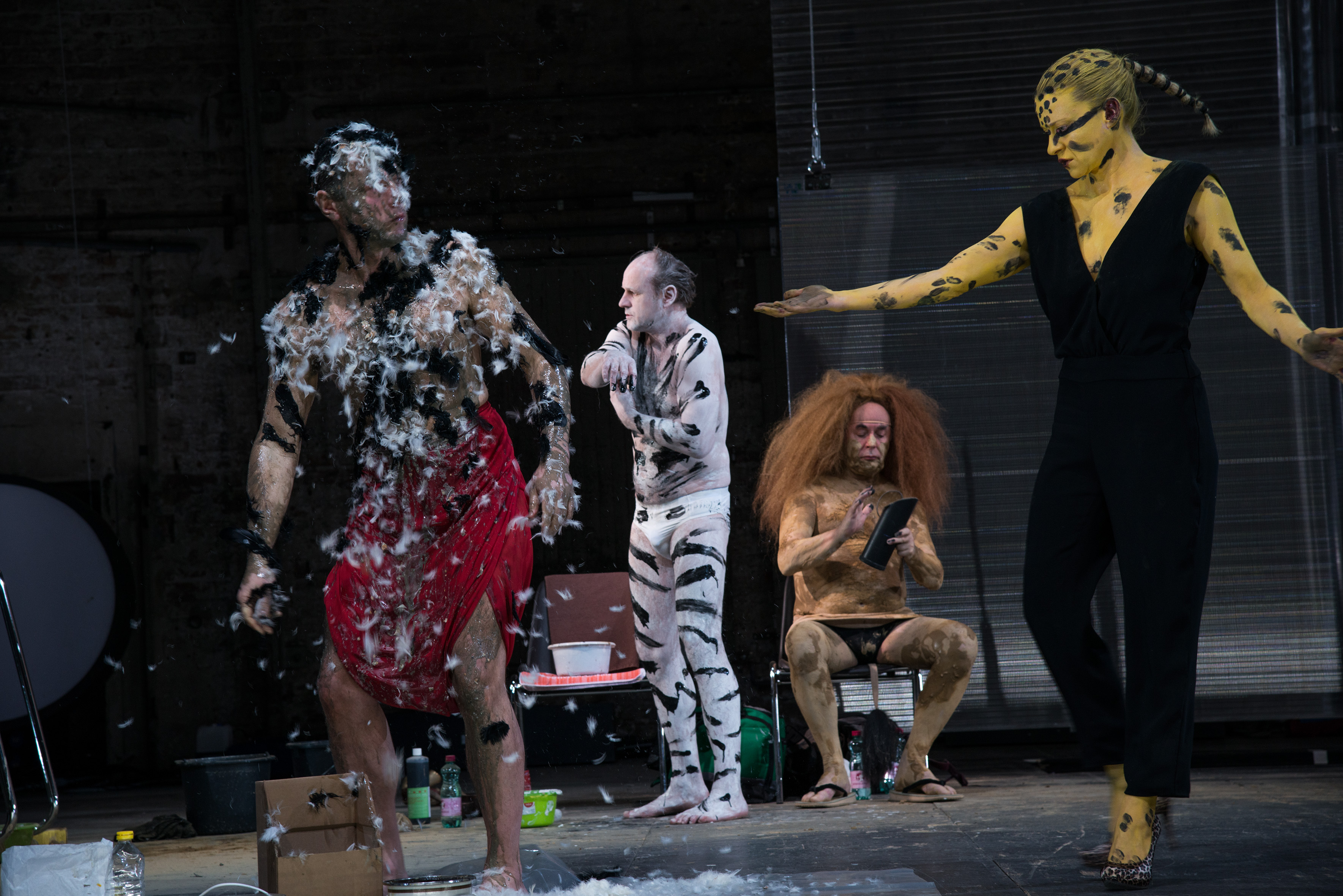
Каролина Петерс (справа) в спектакле венского Бургтеатра

В 2004 году её включили в состав ансамбля венского Бургтеатра и через два года номинировали на австрийскую театральную премию (нем. Nestroy-Theaterpreis). В этом театре актриса играет во многих разноплановых спектаклях: «Орестея» Эсхила / «Отелло», «Король Лир», «Двенадцатая ночь» Уильяма Шекспира / «Клавиго» Иоганна Вольфганга Гёте / «Идеальный муж», «Саломея» Оскара Уайльда / «Мария Стюарт» Фридриха Шиллера / «Дядя Ваня» Антона Павловича Чехова / «Йун Габриэль Боркман», «Гедда Габлер» Генрика Ибсена / «Алчность» Сары Кейн и в других постановках.
Кроме театральных постановок Петерс активно снимается в фильмах и телесериалах, участвует в Фестивале большого телевидения (нем. Festival Großes Fernsehen). Наибольшую популярность у зрителей завоевала сыгранная актрисой роль комиссара полиции Софи Хаас (нем. Sophie Haas) в телесериале (2007—2014) «С видом на убийство» и одноимённом фильме 2015 года. 

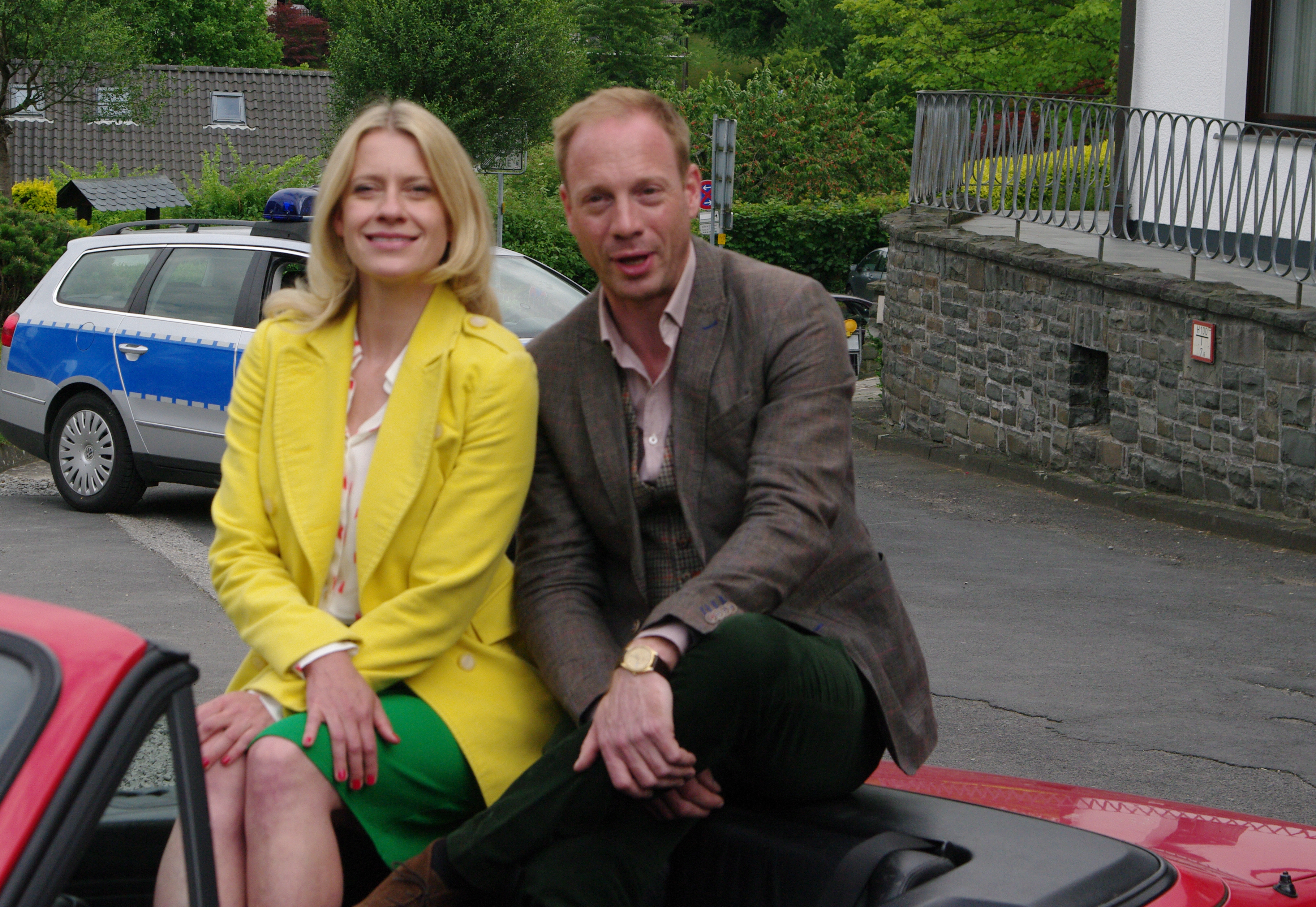
На съёмках телесериала
«С видом на убийство»

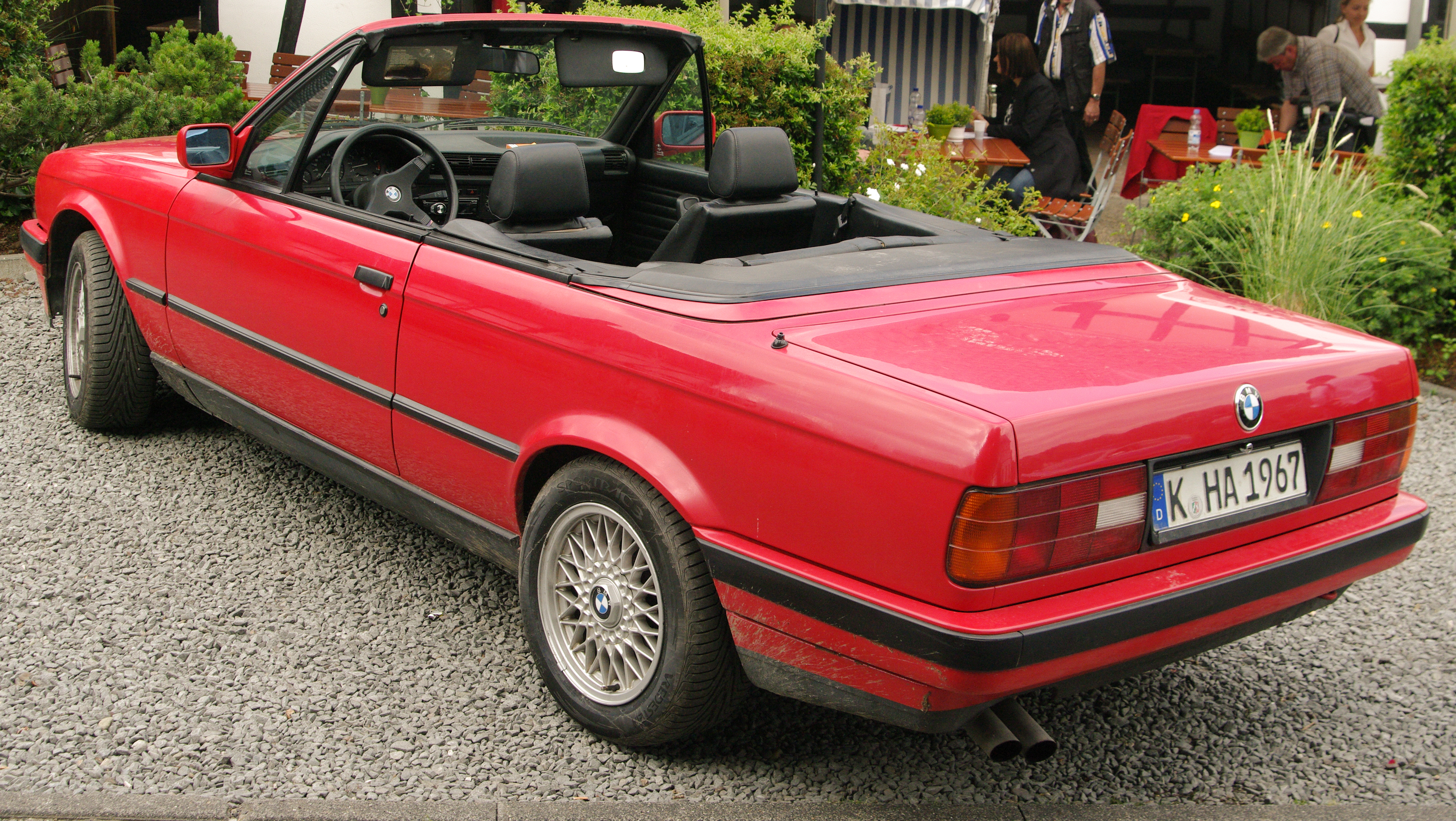
BMW-кабриолет комиссара
полиции Софи Хаас

В красном кабриолете Софи Хаас как магнитом притягивает внимание жителей вымышленного посёлка Хенгаш (нем. Hengasch) в местности Айфель, куда её из Кёльна перевели на освободившееся место комиссара полиции.
На сайте YouTube есть несколько интервью с вопросами, которые Каролина Петерс задаёт своему персонажу — Софи Хаас. В одном из них выясняется, что элегантный автомобиль красного цвета был куплен у любовницы русского мафиози.
Софи Хаас в исполнении Каролины Петерс приобрела репутацию «самого оригинального ТВ-комиссара Германии» (нем. die originellste TV-Kommissarin Deutschlands).
Авторы статей о фильмах и спектаклях с участием Каролины Петерс отмечают её природный талант и органичность, а также необычайно выразительную мимику, которая позволяет без слов передавать разные оттенки чувств.

## Фильмография
- 1998: Пират (нем. Der Pirat)
- 1999: От имени закона (нем. Im Namen des Gesetzes): Приз за правду (нем. Preis der Wahrheit)
- 2001: Огненная половая тряпка (нем. Feudelfeuer)
- 2001: Хватит веселиться! (нем. Schluss mit lustig!)
- 2003: Место преступления: Трижды чёрный кот (нем. Tatort: Dreimal schwarzer Kater)
- 2003: В течение ночи (нем. Über Nacht)
- 2004: Женщина-врач (нем. Die Ärztin)
- 2004: Красивые женщины (нем. Schöne Frauen)
- 2004: Прогулки по воде
- 2005: Мир Арни (нем. Arnies Welt)
- 2005: Телефон полиции — 110: Изнасилование (нем. Polizeiruf 110: Vergewaltigt)
- 2005: Штромберг (телесерия): Курс (нем. Stromberg (Fernsehserie): Der Kurs)
- 2005: Вильсберг: Ангел смерти (нем. Wilsberg: Todesengel)
- 2006: Ноябрьское солнце (нем. November Sonne)
- 2006: Принцесса (нем. Prinzessin)
- 2007: Контерган (нем. Contergan)
- 2007: Толстяк: Большие планы (нем. Der Dicke: Große Pläne)
- 2007: Смертельный страх (нем. Höllenangst)
- 2008: Горничные (нем. Die Zofen)
- 2008—2014: Телесерия: С видом на убийство (2007–2014)[нем.]
- 2008: Торпеда (нем. Torpedo)
- 2009: Шницель на троих (нем. Ein Schnitzel für drei)
- 2009: Бессонница (нем. Schlaflos)
- 2009: Ради твоей жизни (нем. UmDeinLeben)
- 2010: Обещание Луизы (нем. Luises Versprechen)
- 2013: В сети (нем. Im Netz)
- 2013: Холодная проверка (нем. Kalte Probe)
- 2014: Сделка (нем. Die Abmachung)
- 2015: Фильм: С видом на убийство (2015)[нем.]
- 2015: Сладкий сентябрь (нем. Süßer September)
- 2016: Любовная интрижка с друзьями (нем. Seitensprung mit Freunden)
- 2016: Молодой свет (нем. Junges Licht)
- 2017: Холод — это страх (нем. Kalt ist die Angst)
- 2017: Комната на двоих (нем. Zweibettzimmer)
- 2018: Немой (фильм, 2018)
- 2018: Чем мы это заслужили?[нем.]
- 2018: Имя (2018)[нем.]
- 2019: Южный полюс (2019)[нем.]
- 2021: Трёхкомнатная квартира[нем.]
- 2022: Телесерия: Коллеги (2022)[нем.] Плохой ребёнок (нем. Das Böse Kind)

## Роли в театральных спектаклях
- 1994: Pam in Gerettet von Edward Bond, Alte Feuerwache Saarbrücken (Regie: Detlef Jacobsen)
- 1995: Nora in Reiter zum Meer von John Millington Synge, Schaubühne Berlin (Regie: Peter Wittenberg)
- 1996: Blinde Frau in Stadt der Krieger von Tim Staffel, Schaubühne Berlin (Regie: Christoph Roos und Katka Schroth)
- 1997: Pepa in Schlaflos — Goya-Projekt von Michael Simon, Schaubühne Berlin (Regie: der Autor)
- 1998: Frau in Kleine Zweifel von Theresia Walser, Schaubühne Berlin (Regie: Bettina Scheuritzel und Caroline Peters)
- 1998: Agnes in Familie Schroffenstein von Heinrich von Kleist, Schaubühne Berlin (Regie: Andrea Breth)
- 1999: Deutsch Für Ausländer von Soeren Voima, Ensemble Arbeit am TAT Frankfurt am Main (Regie: Robert Schuster und Tom Kühnel)
- 1999: Es ist nicht wie Du denkst von Bettina Scheuritzel, Caroline Peters und Jochen Roller als Peters am Podewil Berlin, Festival Hope & Glory, Festival Reich und Berühmt! sowie Theaterhaus Gessnerallee in Zürich (Regie: Bettina Scheuritzel, Caroline Peters und Jochen Roller)
- 1999: Tochter in Samstag, Sonntag, Montag von Eduardo de Filippo, Schaubühne Berlin (Regie: Felix Prader)
- 1999: Bibi Anderson in Szenen einer Ehe von Ingmar Bergman, Schaubühne Berlin (Regie: Dieter Giesing)
- 2000—2001: Soldatin in Das Kontingent von Soeren Voima, Schaubühne Berlin und TAT Frankfurt (Regie: Robert Schuster und Tom Kühnel)
- 2000: Sanguiniker in Die Weltbühne von Albert Ostermaier und Roland Schimmelpfennig, Schaubühne Berlin und TAT Frankfurt (Regie: Robert Schuster und Tom Kühnel)
- 2000: Frau in Gier von Sarah Kane, Schauspielhaus Hamburg (Regie: Ute Rauwald)
- 2000: Ostern Weihnachten in World Wide Web-Slums 1 — 7 von René Pollesch, Schauspielhaus Hamburg (Regie: der Autor)
- 2001: Fatima Mansur in Arabische Nacht von Roland Schimmelpfennig, Schauspielhaus Hamburg (Regie: Ute Rauwald)
- 2001: Marie in Clavigo von Johann Wolfgang von Goethe, Schauspielhaus Hamburg (Regie: Jan Bosse)
- 2001—2002: Elisabeth in Maria Stuart von Friedrich Schiller, Schauspielhaus Hamburg (Regie: Ute Rauwald)
- 2001: Carol in Sex nach Mae West von René Pollesch, Prater der Volksbühne (Regie: der Autor)
- 2002—2003: Carol in Der Kandidat 1989 von René Pollesch, Schauspielhaus Hamburg (Regie: der Autor)
- 2002—2003: Titelrolle in Die Gedankensenderin von Till Müller-Klug, Cinema Hamburg und Podewil Berlin (Regie: der Autor)
- 2002: Frau Elvsted in Hedda Gabler von Henrik Ibsen, Schauspielhaus Hamburg (Regie: Sandra Strunz)
- 2002: Ostern Weihnachten in World Wide Web-Slums 7/8/9 von René Pollesch, Schauspielhaus Hamburg (Regie: der Autor)
- 2003: Soldatin in Für eine bessere Welt von Roland Schimmelpfennig, Schauspielhaus Zürich (Regie: Falk Richter)
- 2003—2005: Carol in Splatterboulevard von René Pollesch, Schauspielhaus Hamburg (Regie: der Autor)
- 2004—2005: Helene Krause in Vor Sonnenaufgang von Gerhart Hauptmann, Burgtheater Wien (Regie: Nicolas Stemann)
- 2004—2007: Fritz Eckhardt in Hallo Hotel….! von René Pollesch, Burgtheater Wien (Regie: der Autor)
- 2004—2006: Titelrolle in Salomé von Oscar Wilde, Akademietheater Wien (Regie: Dimiter Gotscheff)
- 2004—2006: Pablo in Telefavela von René Pollesch, Volksbühne Berlin (Regie: der Autor)
- 2005—2009: Carol in Cappuccetto Rosso von René Pollesch, Salzburger Festspiele und Volksbühne Berlin (Regie: der Autor)
- 2005: Carol in Der okkulte Charme der Bourgeoisie von René Pollesch, Schauspielhaus Hamburg (Regie: der Autor)
- 2006—2008: Carol in Das purpurne Muttermal von René Pollesch, Akademietheater Wien (Regie: der Autor)
- 2006—2010: Rosalie in Höllenangst von Johann Nestroy, Burgtheater Wien und Salzburger Festspiele (Regie: Martin Kušej)
- 2006—2008: Carol in Láffair Martin…. von René Pollesch, Volksbühne Berlin (Regie: der Autor)
- 2006: Eleonore von Este in Torquato Tasso von Johann Wolfgang von Goethe, Burgtheater Wien (Regie: Stephan Kimmig)
- 2007—2009: Regan in König Lear von William Shakespeare, Burgtheater Wien (Regie: Luc Bondy)
- 2008—2012: Claire in Die Zofen von Jean Genet, Festwochen Wien und Volksbühne Berlin (Regie: Luc Bondy)
- 2009—2010: Eleonore von England in Die Jüdin von Toledo von Franz Grillparzer, Burgtheater Wien (Regie: Stephan Kimmig)
- 2009: Homunkulus, Mephisto und Schöne Helena in Faust II. von Goethe, Burgtheater Wien (Regie: Matthias Hartmann)
- 2009—2012: Carol in Peggy Pickit sieht das Gesicht Gottes von Roland Schimmelpfennig, Akademietheater Wien (Regie: der Autor)
- 2010—2013: Heidi in Das Werk/Der Bus/Der Sturz von Elfriede Jelinek, Schauspielhaus Köln (Regie: Karin Beier)
- 2010—2012: Emilia in Othello von Shakespeare, Akademietheater Wien (Regie: Jan Bosse)
- 2010: Olivia in Was ihr wollt von Shakespeare, Schauspielhaus Zürich (Regie: Barbara Frey)
- 2011—2016: Mrs. Cheveley in Der ideale Mann von Elfriede Jelinek nach Oscar Wilde, Akademietheater Wien, ab 2012 Burgtheater Wien (Regie: Barbara Frey)
- 2011—2016: Professor Cyprian in Professor Bernhardi von Arthur Schnitzler, Burgtheater Wien (Regie: Dieter Giesing)
- 2012: Jelena Andrejewna in Onkel Wanja von Anton Pawlowitsch Tschechow, Akademietheater Wien (Regie: Matthias Hartmann)
- 2014: Clara Trueba in Das Geisterhaus von Isabel Allende, Akademietheater Wien (Regie: Antú Romero Nunes)
- 2015: Isabel, Ginsterkatze und Pfeffermühle in Das Reich der Tiere von Roland Schimmelpfennig, Akademietheater Wien (Regie: der Autor)
- 2015: Ella Rentheim in einer aktualisierten Version von John Gabriel Borkman von Henrik Ibsen, Akademietheater Wien (Regie: Simon Stone)
- 2016: Andrea in Bella Figura von Yasmina Reza, Akademietheater Wien (Österreichische Erstaufführung 3. April 2016; Regie: Dieter Giesing)
- 2016: Georgie Burns in Heisenberg, Düsseldorfer Schauspielhaus (Deutsche Erstaufführung 21. Oktober 2016; Regie: Lore Stefanek)
- 2017: Klytaimnestra in Die Orestie von Aischylos, Burgtheater Wien (Regie: Antú Romero Nunes)

## Награды
- 2006: Номинирование на «Премию Иоганна Нестроя» за роль второго плана в спектакле «Смертельный страх» (нем. Höllenangst) (Зальцбургский фестиваль / Бургтеатр).
- 2007: «Grimme-Preis» за роль в «Мир Арни» (нем. Arnies Welt).
- 2011: Номинирование на «Баварскую телепремию[нем.]» за главную роль в телесериале «С видом на убийство».
- 2011: Номинирование на «Премию Иоганна Нестроя» в категории «лучшая актриса» за роль психиатра др. Киприан (нем. Dr. Cyprian) в спектакле «Профессор Бернхарди» (Бургтеатр / Вена).
- 2012: «Приз Ульриха Вильдгрубера[нем.]» за актёрское мастерство[21].
- 2012: Номинация на премию «Бэмби» в категории «национальная актриса» за роль в сериале «С видом на убийство».
- 2013: «Баварская телепремия» лучшей актрисе за роль в эпизоде серии: «С видом на убийство. Венера Хенгаша»[22].
- 2015: Номинирование на премию Иоганна Нестроя в категории «лучшая актриса» за роль Эллы Рентхейм в «Йун Габриэль Боркман».
- 2015: «ГРАЦИЯ. ТВ-премия за вдохновение» (нем. GRAZIA Best Inspiration Award)[23][24].
- 2016: «Актриса года» за роль Эллы Рентхейм в «Йун Габриэль Боркман»[5].
- 2016: «Немецкая театральная премия» в категории «лучшая комедийная актриса» за роль в спектакле «Сладкий сентябрь».
- 2016: Номинирование на «Премию Иоганна Нестроя» в категории «лучшая актриса» за роль Андреа в «Бэлла Фигура»[25][26].
- 2018: Признана актрисой года по опросам ежемесячного театрального журнала Theater heute[нем.][6][27].